# 矢乃波波木神
矢乃波波木神（日语：ヤノハハキノカミ）為日本神道的神祇，也是日本民間信仰中可掃除厄運的帚神，亦可寫作波比祇神（（日語）ハヒキノカミ）。

## 概要
據《古語拾遺》記述，原本宮中神祇官在西院祭祀坐摩巫（（日語）イカスリノミカンナギ），而《延喜式神名帳》則提到坐摩巫祭神共有五位神明，其說明如下：
1. 生井神（（日語）イクヰノカミ）：具有生命力的井水之神。
2. 福井神（（日語）サクヰノカミ）：幸福與繁榮的井水之神。
3. 綱長井神（（日語）ツナカヰノカミ）：深且清澈的井水之神。
4. 波比祇神（（日語）ハヒキノカミ）：房屋庭院之神、帚神、竈神。
5. 阿須波神（（日語）アスハノカミ）：竈神、旅人之神。

## 解說
矢乃波波木神是日本民間信仰中的帚神，神格與竈神相當。神名裡的「波波木（（日語）ハハキ）」與「母木」同音，意謂「孕育生命之木」，故也被信徒視為安胎順產之神。因為掃把能清除髒亂，亦能去除霉厄，保佑胎兒的平安。
在日本同樣被視為帚神而信仰的，尚有高忍日賣命（（日語）タカオシヒメノミコト，為愛媛縣伊予郡松前町之高忍日賣命神社主祭神）、神功皇后等。

## 信仰
在日本主祭矢乃波波木神的神社除伊勢神宮的內宮外，另有下列：
- 坐摩神社（大阪府大東市）：稱為「波比岐大神」。

## 內部連結
- 坐摩巫祭神

## 外部連結
- （日語）延喜式神名帳宮中神卅六座 （页面存档备份，存于）
- （日語）矢乃波波木神 （页面存档备份，存于）